# Ranjin Singh
Dave Kapoor és un manager indi, que treballa per a The Great Khali a la marca de SmackDown! de l'empresa World Wrestling Entertainment (WWE).